# テレビアニメ スラムダンク2 IH予選完全版!!
『テレビアニメ スラムダンク2 IH予選完全版!!』（テレビアニメ スラムダンク インターハイよせんかんぜんばん）は、バンダイが発売したスーパーファミコン用のバスケットボールゲームソフトで、『テレビアニメ スラムダンク 四強激突!!』の後継作である。なお、バスケットボールのゲーム上のルールや用語は発売された1995年当時とは異なる部分もあるが、以降は発売当時のルールや用語にしたがって記述する。

## 登場チームとメンバー
ゲームをするにあたってのポイントを説明する。メンバーは各チーム6人である。()内は、選手のポジションである。チームやメンバーの特徴や能力は、比較的原作やアニメに準じている。詳しくはSLAM DUNKを参照のこと。

### 湘北高校
メンバーは、赤木剛憲(C)、木暮公延(SF)、宮城リョータ(PG)、桜木花道(PF)、流川楓(SF)、三井寿(SG)。監督は安西光義。
オフェンス力は全チーム中屈指。しかし、プレーが派手なのでファールが多い。また、赤木と桜木以外（特に流川と三井）はスタミナが少ないため、状況によってはGとSFをこなせる木暮を交代させ、スタミナの回復が重要。
また、前作は桜木のみボイスがあったが、今作は他のメンバーにも声が付いた。ただし宮城のオフェンスの声がアニメと異なる。

### 陵南高校
メンバーは、魚住純(C)、池上亮二(F)、越野宏明(G)、仙道彰(PG)、植草智之(G)、福田吉兆(PF)。監督は田岡茂一。
湘北高校にとって最大のライバル校。3Pシューターがいないが、仙道や福田には、それを補うだけのオフェンス力がある。PGとSFの2つのポジションを任せられる仙道の使い方がポイント。越野の声がアニメと異なる。

### 海南大付属高校
メンバーは、牧紳一(PG)、高砂一馬(C)、神宗一郎(SG)、武藤正(F)、清田信長(SF)、宮益義範(SG)。監督は高頭力。
オフェンスは中から牧、外から3Pシューターの神や宮益と隙がない。特に神の3Pシュートの成功率は驚異的。平均身長はあまり高くないため、インサイドは手薄。武藤と高砂の声がアニメと異なる。

### 翔陽高校
メンバーは、藤真健司(PG)、花形透(C)、長谷川一志(F)、永野満(F)、高野昭一(CF)、伊藤卓(PG)。監督は藤真健司（選手兼監督）。
長身を活かしたディフェンスやリバウンドが持ち味。特に長谷川、永野のディフェンスは強力。アウトサイドのオフェンスはやや弱い。藤真のディフェンス時と永野と伊藤の声がアニメと異なる。

### 三浦台高校
メンバーは、村雨健吾(SF)、荒木一雄(PG)、宮本和成(SF)、高津弘(G)、川崎昭雄(C)、内藤鉄也(PF)。監督は原田。
メンバーの平均身長が最も高く、パワフルでスタミナも多いため、インサイドは敵なしの強さを誇る。ただし全員ファールが非常に多い。村雨以外のメンバーの声がアニメと異なる。

### 津久武高校
メンバーは、伍代友和(CF)、和泉隆(F)、田村良和(G)、夏目博志(PG)、峰健太(F)、南郷洸一郎(C)。監督は川崎一美。
平均身長は登場チームの中で一番低いが、逆にスピードは一番速い。プレーに派手さはないが堅実なプレーを見せる。伍代以外のメンバーの声がアニメと異なる。

## ゲームモード

### ストーリーモード
プレイヤーが湘北高校バスケット部となり、原作に合わせて、神奈川県インターハイ予選を勝ち上がっていくモード。三浦台高校→津久武高校→翔陽高校→海南大付属高校→陵南高校の順で対戦していく。試合に負けるとゲームオーバー(海南戦も史実と異なり負けるとゲームオーバー)。試合の後にはパスワードが表示されるので、それを使えば、途中からゲームを再開できる。

### VSモード
コンピュータ相手や二人対戦で、試合ができるモード。上記の6校の他、裏技で、オールスターチーム（後述）と対戦できる。

### コントローラ
コントローラのキー操作を変更できる。

### BGM
本ゲームに使われているBGMや効果音を聞くことができる。チームごとにテーマBGMがあり、試合中はオフェンス側のテーマBGMが流れる。基本的に「四強激突」と同じBGMが使用されているが陵南高校と翔陽高校のBGMが入れ替わっている。

### オプション
試合時間や、コンピューターの難易度を変更できる。レベルがイージーモードだと、30秒ルール以外の時間ルールが無くなる。また、チームや特定の選手に対する応援、選手のトーキングの有無についても選択できる。

### バスケット入門
Dr.Tが、バスケットのルールや用語を説明する。

## 試合時間
試合時間は、対戦モードでは、オプション画面で5分、10分、20分ハーフを選択できる。後半終了時に引き分けであれば、5分間の延長戦（再延長あり）にはいる。ストーリーモードは20分に固定されている。なお、タイムアウトは前後半で各2回、延長戦では1回となる。

## チームバイタリティ
試合中、選手の顔の横にチームバイタリティゲージが表示される。パスやシュート、スーパープレーを決めると上がり、逆に相手にプレーを決められたり、ファールなどミスを犯すと下がる。ゲージが満タンのときは、チームは絶好調であり、プレーの成功率が上がる（選手の顔が変化する。4ファールやスタミナ切れの選手には関係ない）。ゲージが半分（初期状態）以下の時にタイムアウトを取ると、半分に回復する。

## 採用されている反則
ルールは非常に単純化されている。バスケットカウントは本作品では採用されていない（シュート中にディフェンスファールが起きると、シュートは外れる）。

### バイオレーション
- 3秒ルール
- 5秒ルール
- 10秒ルール
- 30秒ルール
- バックパス

### ファール
- ハッキング
- チャージング

### 退場ルール
5ファールで退場となる。退場となった場合、交代要員がコートに入る。メンバーは各チーム6人なので、退場になるのはチームで1人だけである。つまり、誰か退場になるとこれ以上退場者は出ないわけで、逆に躊躇無くプレーができるメリットがあるが、交代ができなくなる。チームとしてのファール数の上限は25個となる。4ファールになると、選手はファールを恐れて、能力が大きく下がり失敗が多くなる。また、試合中の画面上下に表示される選手の顔が変化する。

### ワンエンドワン
チームとしてのファール数が前後半でそれぞれ8個以上になると、ファールのたびに相手にフリースローが2本与えられる。2本目は1本目を決めた場合のみ。1本目を外すと、リバウンド画面になる。

### ファールの傾向
傾向として、湘北高校や三浦台高校の選手に多い。ハッキングは、スティールやシュートブロックのときに起き、ディフェンス側のファールである。チャージングはダンクシュートの際に起きるオフェンス側のファールである。

## スーパープレー
(DF)や（OF)のコマンドマークが出ている時に、スーパーコマンドを入力することでスーパープレーを行える。選手により、行えるスーパープレーは決まっている。付属の説明書には載っていないプレーもある。スーパープレーによっては、ファールを誘発するものもある（ダンクシュートやハエたたきディフェンス）。

### オフェンス側のスーパープレー

#### シュートフェイク
シュートに行くと見せかけてドリブル、カットインがはいる。宮城、桜木、流川、三井、仙道、福田、神、清田、藤真、伍代、和泉、夏目、峰、荒木、宮本、高津がドリブルをしていない状態で使用可。

#### ペネトレイト
原作やアニメで、湘北対海南戦で牧が宮城に対してしたカットインプレーを再現。行えるのは牧のみ。

#### フェイダウェイジャンプシュート
後方にバックしつつシュート。相手ディフェンスをかわせる。仙道、花形で使える。

#### カットイン&ロングシュート
相手ディフェンスをカットインでかわし、ジャンプシュート。シュートの成功率が上がる。特に3Pシューターで効果大。また他の選手でも3Pシュートが入りやすくなる。使える選手は流川、三井、仙道、福田、牧、神、藤真、伍代。

#### レッグスルー&シュート
原作やアニメで、湘北対陵南戦で流川や仙道が行ったプレー。股下でドリブルしてからジャンプシュート。原作やアニメの通り流川、仙道の二人のみの技。

#### ダンクシュート
ボールを片手で直接リングにたたき込む技。桜木、流川、仙道、福田、高砂、清田、花形、高野、南郷、村雨、川崎、内藤が使用でき、決まればチームバイタリティが大幅に上昇する。赤木、魚住の二人も使用できるが、こちらは両手でダンクシュートを決める（通称：ゴリラダンク）。ゴリラダンクは結果が決まるかオフェンスチャージングの二択しかない。逆に言えば自チームの誰かが退場している状態で赤木と魚住が4ファール目の場合、どんな状況でも100%ダンクが成功する。

#### ダブルクラッチダンクシュート
湘北対海南戦で、流川が見せた大技。ブロックをかわして（クラッチして）ダンクシュート。流川だけの強力な技。

#### ショルダーバックパス
レイアップシュートに行くと見せかけて、後方に肩越しにパス。パスを受けた選手がそのままレイアップシュートを決める。宮城、流川、仙道、牧、清田、藤真、長谷川、夏目で使用可。

### ディフェンス側のスーパープレー

#### フンフンフンディフェンス
桜木が目にも止まらぬ連続ジャンプで、シューターの前に壁を作る。相手がシュートを選んだ場合、確実にボールを奪うが、たまにすっぽ抜けて手放してしまうことがある。

#### ハエたたきディフェンス
相手シュートを、強引にブロック。赤木と桜木で行える。成功率は本家である赤木の方が上。桜木と赤木のファールになる可能性がある。

## オールスターチーム
オープニング画面で特定のコマンドを入力することで実現可能（成功すると相田弥生の「アンビリーバブルや！」という声が聞こえる）。ゲームに登場する36人の中から好きな選手を選抜して試合に臨む。ただし、(G)から2人、(F)から2人、(C)から1人は選ばなくてはならない。コンピュータとの対戦も可能。監督は1Pのチームが高頭力、2Pやコンピュータのチームは田岡茂一となる。